# 福田信昭
福田 信昭（ふくだ のぶあき、1950年12月18日 - ）は、日本の男性俳優、声優。長崎県島原市出身。

## 経歴
長崎県立島原高等学校卒業。青山杉作記念俳優養成所を経て、1974年4月に劇団青年座入団。

## 人物
俳優として舞台やテレビドラマなどに出演するほか、声優としては吹き替えを中心に活躍。洋画吹き替えではデニス・ヘイスバート、ジョン・リスゴーなどを担当している。
出身地であることから、NHK大河ドラマ『龍馬伝』やアメリカ映画『沈黙 -サイレンス-』、舞台などで長崎弁の方言指導を多く担当している。
特技は長崎弁、野球、テニス、サッカー、バスケットボール、ゴルフ。

## 出演作品

### テレビドラマ
- 竜馬がゆく（1968年、NHK大河ドラマ）
- 俺たちの旅（1975年、日本テレビ）
- 花神（1977年、NHK大河ドラマ）
- Gメン'75　第171話「太平洋大捜査網」（1978年、TBS）−金塊密輸犯Ａ
- 西遊記 第18話（1979年、日本テレビ）
- 連続テレビ小説（NHK）
  - マー姉ちゃん（1979年） - 戸田仙造 役
  - おしん（1984年）
- 春の波涛（1985年、NHK大河ドラマ） - 劇団員
- このこ誰の子? 第18話（1987年、フジテレビ）
- 火曜サスペンス劇場
  - 地方記者・立花陽介「伊豆大島通信局」（1997年12月23日、日本テレビ）
  - 指名手配2（1999年8月17日、日本テレビ） - 船長
- ドンウォリー!（1998年4月 - 6月、関西テレビ）
- 白衣のふたり（1998年4月 - 6月、東海テレビ・テレパック）
- 旅行作家・茶屋次郎4（2004年） - 永井武夫
- 浅見光彦シリーズ・沢村一樹版「長崎殺人事件」（2004年4月12日、TBS）
- 愛し君へ第1話（2004年4月19日、フジテレビ）
- 土曜ワイド劇場
  - 刑事殺し（2007年5月19日、テレビ朝日） - 畑中検事 役
  - 火災調査官・紅蓮次郎13（2012年11月10日、テレビ朝日） - 山田
- 相棒 - 警察庁長官官房・横田参事官 役
  - season7 最終話「特命」（2009年3月18日）
  - season8 最終話「神の憂鬱」（2010年3月10日）
- 二重裁判（2009年6月1日、TBS）
- 龍馬伝（2010年、NHK大河ドラマ） - 岩瀬幸右衛門 ※長崎ことばも担当
- 蝶々さん〜最後の武士の娘〜 後編（2011年11月26日、NHK） - 野次馬
- 神様のボート（2013年3月17日、NHK BSプレミアム） - 弁護士（声）
- 地獄先生ぬ〜べ〜（2014年10月25日、日本テレビ） - 影愚痴（声） 役
- 日曜プライム/私刑人〜正義の証明（2020年2月9日、テレビ朝日） - 悪徳議員
- その女、ジルバ（2021年1月9日 - 、フジテレビ） - 平三郎 役
- 元彼の遺言状 第9話・第10話（2022年6月6日・13日、フジテレビ）
- 嫌われ監察官 音無一六 season1 第7話（2022年6月17日、テレビ東京）

### 映画
- 美味しい女たち （1987年） - ミキサー
- 釣りバカ日誌16 浜崎は今日もダメだった♪♪（2005年） - 松浦の部下
- まぼろしの邪馬台国（2008年） - 島原市長 町村幸夫
- 爆心 長崎の空（2013年）
- 沈黙 -サイレンス-（2016年） - 野次る男性 ※長崎弁指導・監修も担当

### 舞台
- 新四谷怪談（1974年）
- 雨のワンマンカー（1976年） - 3
- ムーンチルドレン（1976年） - エフイング
- 審判（1996年） - 裁判長
- 無法松の一生（1998年） - 相撲常
- 明日－1945年8月8日長崎（2005年） - 三浦泰一郎、堂崎彰男、古賀
- 火星からの贈り物（2006年） - ストロマ

### テレビアニメ
1985年
- ダーティペア（スカール、係員、機長、ライダーB）

1986年
- 宇宙船サジタリウス（プラント）
- マシンロボ クロノスの大逆襲（プロトラック・レーサー〈初代〉）

1987年
- 機甲戦記ドラグナー（将校、指揮官、ドレスデン）
- マシンロボ ぶっちぎりバトルハッカーズ（プロトラックレーサー〈初代〉）

1989年
- 青いブリンク（牧童頭、ヘルメットの男、係員、客、軍団員A 他）
- おそ松くん（第2作）（ヤッチャン）
- 魔動王グランゾート（マッド）
- ミスター味っ子（白川憲由）

1990年
- からくり剣豪伝ムサシロード（ジロチョウ）
- 雲のように風のように（イリューダ）

1991年
- トラップ一家物語（デニーズ・ワグナー、アドルフ・ヒトラー）
- 魔法のプリンセス ミンキーモモ（海モモ）（ベルナード、ランドル）
- 丸出だめ夫（ランプの精）
- 燃えろ!トップストライカー（1991年 - 1992年、ベルティーニ〈2代目〉）
- 横山光輝 三国志（1991年 - 1992年、公孫瓚）
- わたしとわたし ふたりのロッテ（カンニー）

1992年
- 風の中の少女 金髪のジェニー（保安官）
- 花の魔法使いマリーベル（ヘビー）
- みかん絵日記（1992年 - 1993年、タイ焼屋主人）
- 見ると強くなる 痛快!横綱アニメ ああ播磨灘（入間山、甲斐の山、天津風、折原、稲綱親方、ゲンさん、谷口、出羽ヶ岳、尾形親方 他）

1993年
- 幽☆遊☆白書（1993年 - 1994年、ラグビ、室田、エンマ大王）
- スペースオズの冒険（将軍）

1994年
- とっても!ラッキーマン（わき役星人A）
- 七つの海のティコ（大尉）

1995年
- 恐竜冒険記ジュラトリッパー（ヤプシ）
- 忍空（半兵衛、リーダー）
- 覇王大系リューナイト（リムジン）
- ふしぎ遊戯（倶東国皇帝、亢宿の父）

1996年
- 家なき子レミ（ガスパール、アンドレ）
- みどりのマキバオー（トゥーカッター、殿下）

1997年
- EAT-MAN（アレクセイ・グリフェルド）
- 手塚治虫の旧約聖書物語（シメオン）
- マッハGoGoGo（オールド・ジョー）
- 名探偵コナン（1997年 - 2019年、吉岡十郎、江藤勝利、中井晃、近石鉄夫、三瓶康夫、城元英彦、野中武雄、護田秀男、大賀辰也、土門康輝、榊原圭介、片岡英介、半崎安夫、猪越健一郎）

1998年
- Weiß kreuz（中沢庸一）
- TRIGUN（ヘンリー）
- MASTERキートン（ウォルター、トムスキー）

2000年
- 週刊ストーリーランド（宗兵衛）
- タイムボカン2000 怪盗きらめきマン（ルート）

2002年
- Witch Hunter ROBIN（松永誠一郎）
- 王ドロボウJING（ゴブレット）
- NARUTO -ナルト-（2002年 - 2005年、ベッコウ、チョウジ父〈秋道チョウザ〉）

2003年
- 人間交差点（西川）

2004年
- 鉄人28号 (2004年版アニメ)（スペンサー大佐）
- MONSTER（2004年 - 2005年、外科部長、男）
- 焼きたて!!ジャぱん（三ノ上公司）
- RAGNAROK THE ANIMATION（シーフの長）
- ルパン三世 盗まれたルパン 〜コピーキャットは真夏の蝶〜（署長）

2005年
- 闘牌伝説アカギ 〜闇に舞い降りた天才〜（石川）

2006年
- Ergo Proxy（パテカトル）
- 内閣権力犯罪強制取締官 財前丈太郎（和泉孝四郎）
- まじめにふまじめ かいけつゾロリ（家臣）

2007年
- CLAYMORE（ロド司祭）
- シグルイ（伊吹半心軒）
- DARKER THAN BLACK -黒の契約者-（松本邦夫）
- Devil May Cry（マイク・ヘイゲル）
- MOONLIGHT MILE（ウォーレン・スミス）
- 流星のロックマン（クラウン・サンダー）

2008年
- CHAOS;HEAD（松永）
- NARUTO -ナルト- 疾風伝（2008年 - 2016年、秋道チョウザ）

2009年
- 青い文学シリーズ「人間失格」（父）
- 蒼天航路（張奐）
- はじめの一歩 シリーズ（2009年 - 2013年、板垣父） - 2シリーズ

2011年
- TIGER & BUNNY（アルバート・マーベリック）

2012年
- ROBOTICS;NOTES（2012年 - 2013年、藤田鉄治）

2013年
- ガリレイドンナ（裁判長）
- 義風堂々!! 兼続と慶次（樋口惣右衛門）
- 団地ともお（2013年 - 2014年、金沢）

2014年
- ハイキュー!!（2014年 - 2020年、猫又育史） - 3シリーズ
- まじっく快斗1412（白馬警視総監）

2016年
- クレヨンしんちゃん（求道郎太）
- ベルセルク（院長）

2017年
- パズドラクロス（アークラ司令官）

2018年
- おそ松さん（博士）
- バキ（長谷川光臣）

2023年
- 逃走中 グレートミッション（2023年 - 2024年、ジャガリア国王）

### 劇場アニメ
1992年
- せんぼんまつばら 川と生きる少年たち（野田十郎左）
- 走れメロス

1994年
- 幽☆遊☆白書 冥界死闘篇 炎の絆（頼光）

1995年
- MEMORIES「大砲の街」（給弾長）

1996年
- 賢治のトランク 氷河ねずみの毛皮（紳士A、商人B）

1999年
- 逮捕しちゃうぞ the MOVIE
- ハッピーバースデー 命かがやく瞬間（校長先生）

2008年
- パッテンライ!! 〜南の島の水ものがたり〜

2010年
- 劇場版 NARUTO -ナルト- 疾風伝 ザ・ロストタワー（秋道チョウザ）

2011年
- friends もののけ島のナキ（村長）

2012年
- 劇場版 TIGER & BUNNY -The Beginning-（アルバート・マーベリック）
- 劇場版 NARUTO -ナルト- ロード・トゥ・ニンジャ（秋道チョウザ）

2015年
- ハイキュー!! 終わりと始まり（猫又育史）

2017年
- クレヨンしんちゃん 襲来!!宇宙人シリリ（男性警官）

2024年
- 劇場版ハイキュー!! ゴミ捨て場の決戦（猫又育史）

### OVA
1986年
- バイオレンスジャック ハーレムボンバー（運転手）

1989年
- 寒月一凍悪霊斬り（武田甚内、佐竹義昭）
- 機動戦士ガンダム0080 ポケットの中の戦争（警官B）
- 超人ロック ロードレオン（グリフォン副長）
- 力王 RIKI-OH 等括地獄（医師）

1990年
- あさってDaNcE（親分）

1991年
- 銀河英雄伝説（カルナップ男爵）
- 本気! 3 立志編（矢印）

1992年
- 世界の光 親鸞聖人（信楽房）
- 創竜伝（1992年 - 1993年、警視総監 他）
- ドン 極道水滸伝（田中六角）
- ドン 極道水滸伝 怒濤編（田中六角）
- なにわ遊侠伝（天知健）

1993年
- お江戸はねむれない!（沢田宋女正重義）
- ザ・コクピット 成層圏気流（バフスタイン教授）
- 流星機ガクセイバー（バターン）

1994年
- MINKY MOMO IN 旅だちの駅（車掌）

2008年
- ルパン三世 GREEN vs RED（日下部）

2010年
- BLACK LAGOON Roberta's Blood Trail（マクドゥガル）

2015年
- ハイキュー!!（2015年 - 2020年、猫又育史） - コミックス第15巻アニメDVD付き予約限定版、OVA『陸 VS 空』

### Webアニメ
- 佐賀県を巡るアニメーション「ただいま 思い出の佐賀」（2017年、木下）

### ゲーム
1999年
- 金田一少年の事件簿3 青龍伝説殺人事件（野口隆司）

2004年
- ラチェット&クランク3 突撃!ガラクチック★レンジャーズ（ローレンス）

2005年
- ラチェット&クランク4th ギリギリ銀河のギガバトル（ローレンス）

2009年
- ラチェット&クランク FUTURE2（ローレンス）

2010年
- Hello,good-bye（雪代ジョウジ）

2011年
- ラチェット&クランク オールフォーワン（ローレンス）

2012年
- ROBOTICS;NOTES（藤田鉄治）

2013年
- メタルギア ライジング リベンジェンス（ンマニ首相）

2014年
- ハイキュー!! 繋げ!頂の景色!!（猫又育史）

### ドラマCD
- GファンタジーコミックCDコレクション ファイアーエムブレム暗黒竜と光の剣（1994年、マリオネス）
- Weiß kreuz Wish A Dream Collection III THE ORCHID under THE SUN 太陽の蘭（2000年、老船長）

### 吹き替え

#### 担当俳優
ジョン・リスゴー
- インターステラー（養父ドナルド）
- お買いもの中毒な私!（エドガー・ウェスト）
- キラーズ・オブ・ザ・フラワームーン（リーワード検察官）
- ピッチ・パーフェクト ラストステージ（ファーガス）
- ペット・セメタリー（ジャド・クランドール）
- 女神の見えざる手（ロナルド・M・スパーリング上院議員）
- 40歳からの家族ケーカク（オリヴァー）

デニス・ヘイスバート
- アメリカを売った男（ディーン・プリザック）
- ザ・ユニット 米軍極秘部隊（ジョナス・ブレイン）
- ジャーヘッド3 撃砕（リンカン少佐）
- テッド2（医師1）
- 24 -TWENTY FOUR-（デイビッド・パーマー）
- 密かな企み（フランク・ペイジ警部）
- マンデラの名もなき看守（ネルソン・マンデラ）
- 山猫は眠らない5 反逆の銃痕（大佐）
- 山猫は眠らない6 裏切りの銃撃（大佐）

ミゲル・サンドバル
- アンカーウーマン（ダン・デュアーテ）
- 今そこにある危機（エルネスト・エスコベド）※ソフト版
- 狼よさらば 地獄のリベンジャー（ヘクター・ヴァスケス）
- パニック/脳壊（ラーソン刑事）
- フェア・ゲーム（エミリオ・ファントレナ）

ミケルティ・ウィリアムソン
- スリー・キングス（ホーン）※ソフト版
- フォレスト・ガンプ/一期一会（バッバ・ブルー）※ソフト版
- ペンタグラム/悪魔の烙印（オリー・フランクリン）※テレビ朝日版

#### 映画（吹き替え）
- アート・オブ・ウォー（カペラ〈モーリー・チェイキン〉）※テレビ朝日版
- 愛の奴隷（ラミレス司令官）
- 愛は霧のかなたに（クロード・ヴァン・ヴェクテン）※テレビ朝日版
- 青いドレスの女（ジュニア）
- 悪女の構図（アール）
- アクセル（ヒルマン捜査官）※ソフト版
- アクトレス（ジョーイ〈ハーシェル・サヴェージ〉）
- アタック・ナンバーハーフ2 全員集合!（ジュンの父親、会長）
- アトミック・トレイン（ボー・ランダル〈エリック・キング〉）※ソフト版
- あなたに逢いたくて（ソムリエ〈ヴィンセント・スキャヴェリ〉）
- アバウト・ア・ボーイ（公園管理人）
- あひる大旋風（ゴットリーブ博士〈ジャック・クルーシェン〉）
- アメリカン・サイコ2（スタークマン〈ウィリアム・シャトナー〉）
- アメリカン・パイ in ハレンチ・マラソン大会（エリックの父〈クリストファー・マクドナルド〉）
- アメリカン・パイ in ハレンチ課外授業（エリックの父〈クリストファー・マクドナルド〉）
- アメリカン・プレジデント（守衛〈トム・バリー〉、カール〈ジョーダン・ランド〉、ギル）
- 暗殺者（頭取）※テレビ朝日版
- いずれ絶望という名の闇（フランク〈オリヴィエ・マルシャル〉）
- 1492 コロンブス（メンデス〈ケヴィン・ダン〉）※日本テレビ版
- 1911（徐世昌）
- いつか晴れた日に（パーマー氏〈ヒュー・ローリー〉）
- イフ・アイ・ステイ 愛が還る場所（おじいちゃん〈ステイシー・キーチ〉）
- イン・ザ・ネイビー（ノックス〈ウィリアム・H・メイシー〉）
- ヴァイラスX（知事〈ポール・リンケ〉）
- ウィズ（ヘンリーおじさん〈スタンリー・グリーン〉）
- ヴィレッジ ※日本テレビ版
- ヴェロニカ・ゲリン（アンガス・ファニング）
- ウォー・ストーリーズ（ベン〈ジェフ・ゴールドブラム〉）
- ウォーターワールド（保安官〈R・D・コール〉）※テレビ東京版
- ウォッチメン（刑務所の精神科医、ニュー・フロンティアズマン出版社の編集長）
- URAMI 〜怨み〜（ファデューシュ）
- ウルフ（ブリジャー刑事〈リチャード・ジェンキンス〉）※ソフト版
- 噂のテディ・ロビン/美女・美女スパイにご用心!（ジェームズ）
- A.I. ※ソフト版
- エアポート1994（マービン・マコーリー〈ポール・ホイットニー〉）
- NYPD15分署（スカバッカー〈ポール・ベン＝ヴィクター〉）※ソフト版、（ヘンリー・リー〈リック・ヤン〉）※テレビ朝日版
- エンジェルス（トリスキット・メスマー）
- オープン・ユア・アイズ（院長〈ペドロ・ミゲル・マルティネス〉）
- オールド・ルーキー（オーランド・レイズの監督、ダーラム・ブルズのPRディレクター、タンパベイ・レイズの投手コーチ）
- 黄金作戦 追いつ追われつ（ピート）
- オズ はじまりの戦い（耳の遠いティンカー）
- オフビート（ハリー〈ジェームズ・トールカン〉）※テレビ東京版
- 俺たちに明日はない（バック・バロウ〈ジーン・ハックマン〉）※追加録音部分
- ガーフィールド（アナウンサー）
- カーミットのどろんこ大冒険（クラスマン〈ハンプトン・ディクソン〉）
- カウベルズ/パパのビジネスを救え!（ピーター・パーマー）
- カジノ（アーティ・ピスカーノ）
- 風と共に去りぬ（フランク・ケネディ）※ソフト版
- カットスロート・アイランド（スネルグレイヴ〈ポール・ディロン〉）※ソフト版
- 彼女は夢見るドラマ・クイーン（エラの父親）
- ガルガメス（テンプルトン）
- がんばれ!ルーキー（ラリー・“フィッシュ”・フィッシャー〈ダン・ヘダヤ〉）
- カンフー・プリンセス・ウェンディー・ウー（トバイアス先生）
- キスへのプレリュード（トム〈ロッキー・キャロル〉）※ソフト版
- 奇跡が降る街（タルタリア巡査部長〈ロバート・フォスター〉）
- キャプテン・ズーム（グラント博士〈チェビー・チェイス〉）
- キャプテン・ブーリーの大冒険（ベン・ピース船長〈マックス・フィップス〉）
- キャメロット・ガーデンの少女（ナッシュ〈ブルース・マッギル〉）
- ギャング・オブ・ニューヨーク（モンク〈ブレンダン・グリーソン〉）※日本テレビ版
- キューティ・ブロンド/ハッピーMAX（フィンチリー）
- キリング・ミー・ソフトリー ※テレビ東京版
- キルスティン・ダンストの大統領に気をつけろ!（ベン・ブラッドリー〈G・D・スプラドリン〉、守衛）
- キング・ソロモンの秘宝2/幻の黄金都市を求めて（デュモン〈ロリー・キラリー〉）※フジテレビ版
- クイズ・ショウ（ハービー・ステンペル〈ジョン・タトゥーロ〉）
- 蜘蛛女（スカリー〈デヴィッド・プローヴァル〉）※ソフト版
- クライム・アンド・パニッシュメント（コーチ〈マーシャル・R・ティーグ〉）
- クラッシャー/大津波（ジュールズ・バナード博士）
- クランク家のちょっと素敵なクリスマス（ルーサー・クランク〈ティム・アレン〉）
- グリーン・ゾーン（ブリッグス〈ジェイソン・アイザックス〉）
- クリフハンガー（デイヴィス〈ザック・グルニエ〉、財務省のジェット機の操縦士〈キム・ロビラード〉）※ソフト版
- グレート・ウォリアーズ/欲望の剣（カーストハンス〈ブライオン・ジェームズ〉）
- クレイジー・ワールド（ジャーマン〈ジョセフ・ベネット〉）
- 刑事ニコ/法の死角（ストローザ警部補）※テレビ朝日版
- GO!GO!ガジェット（サイクス〈マイク・ハガティ〉）
- GO!GO!ガジェット2（バーテンダー）
- ゴースト/ニューヨークの幻（ウィリー・ロペズ）※フジテレビ版
- 幸福の条件 ※日本テレビ版
- 氷の家（ロビンソン〈ジェラルド・ホラン〉）
- GODZILLA（メンデル・クレイブン博士）※劇場公開版[6]
- ゴッド・ギャンブラーII（インド人）※VHS版
- コラテラル・ダメージ（ジャック）※フジテレビ版
- コレクター 暴かれたナチスの真実（ピーター・メンテン〈アウス・フレイダヌス〉）
- コレリ大尉のマンドリン（ココリオス〈マイケル・ヤナトス〉）
- コントラクト（マーティン・アルゴテ、ユーリ・クリノフ、カサルバケ警視）
- 最高の恋人（ダンテ〈ブルース・カービー〉）
- 最終絶叫計画4（フィル・マグロー）
- ザ・インターネット（警官）※テレビ朝日版
- ザ・エージェント（ビル・ドゥーラー〈マーク・ペリントン〉）※ソフト版
- 砂塵（ジップ・ワトソン）※ソフト版
- サスペクト・ゼロ（ダニエル・ダイソン）
- ザ・チェイス（バイロン・ワイルダー〈ロッキー・キャロル〉）※VHS版
- サマーシュプール/ぶっ飛び!ダイナマイト・レース（重役、車掌、旅行者）
- さよならゲーム（審判）※テレビ朝日版
- サルサ!（アンリ）
- ザ・ロイヤル・テネンバウムズ（ホテル支配人〈フランク・ウッド〉）
- ザ・ロック（アル・クレイマー大将〈スチュアート・ウィルソン〉）※日本テレビ版
- サンタクロース・リターンズ! クリスマス危機一髪（トッド・アストル）
- シー・オブ・ラブ（ストラック）※テレビ朝日版
- シークレット・オブ・アメリカ（ハリス〈マイケル・D・ロバーツ〉）
- 幸せになるための27のドレス（アントワーヌ）
- JFK（ヌーマ・ベルテル〈ウェイン・ナイト〉）※ソフト版、（リー・バウアーズ〈プルイット・テイラー・ヴィンス〉）※テレビ朝日版
- ジェイコブス・ラダー（ジョージ〈ヴィング・レイムス〉）※ソフト版
- シェナンドー河（ミュール〈ケヴィン・ハーゲン〉）※ソフト版
- 地獄からの生還/プラトーン・リーダー（ロバート・ヘイズ軍曹〈リック・フィッツ〉）
- 地獄のバトル・コマンドー（ジャコーダ）
- 7月4日に生まれて（少佐〈ジョン・ゲッツ〉、ビリヤードの男〈マイク・スター〉、ウィルソンの父）※DVD版
- シティ・スリッカーズ（バリー・シャロウィッツ）※VHS版
- シャッフル（ロス医師〈ピーター・ストーメア〉）
- シャレード（ハーマン・スコビー〈ジョージ・ケネディ〉）※ユニバーサルDVD版
- ジョーズ'87 復讐篇（クラレンス）※日本テレビ版
- 少林サッカー（チンピラ）※日本公開版
- ジョニー・デスティニー（ドラヴェック刑事〈バリー・シャバカ・ヘンリー〉）
- ジョン・キャンディの大進撃（ディック・パンザー将軍〈リップ・トーン〉）
- ジル・リップス 殺戮者（ジム〈チャールズ・シーザス〉）
- 白と黒のナイフ（グレッグ・アーノルド）
- シンドバッド虎の目大冒険 ※テレビ朝日版
- スーパードッグ エア・バディ/ベースボールで一発逆転!（パトリック・フラム）
  - スーパードッグ エア・バディ/ビーチバレーで危機一髪!
  - スノー・バディーズ 小さな5匹の大冒険
- スウィッチ/素敵な彼女?（悪魔〈ブルース・ペイン〉）
- スウォーズマン 女神伝説の章（ゼン〈ラウ・シュン〉）
- スクリーム・チーム/ぼくらの幽霊退治（ワーナー・マクドナルド）
- スタートレックIV 故郷への長い道（ニコルズ博士）※ソフト版
- スティグマータ 聖痕（エクワース）
- ステラ ※日本テレビ版
- ストリートファイター（バルログ）※ソフト版、（エドモンド本田）※テレビ朝日版
- ストレンジ・デイズ（バートン・ステックラー〈ヴィンセント・ドノフリオ〉）
- スナイパー（マクガバーン〈ファルビオ・シシレ〉）
- スパイダーマン（マクシミリアン・ファーガス）
- スパルタカス（バタイアタス〈ピーター・ユスティノフ〉）※ソフト版
- スピーシーズ 種の起源（助手〈ジョーダン・ランド〉）※ソフト版
- スリープウォーカーズ（ファローズ先生〈グレン・シャディックス〉）
- スリング・ブレイド（ヴォーン・カニンガム〈ジョン・リッター〉）
- セックス・クラブ（パーマー刑事〈イザイア・ウィットロック・Jr〉）
- 戦場（テンガ〈フランク・マクレー〉）※VHS版
- セント・エルモス・ファイアー（ウェンディの父親〈マーティン・バルサム〉）
- ダーククリスタル ※NHK-BS版
- ターミネーター3（門番）※ソフト版
- ダイアリー〈第4章〉 アンナの吐息（ジャズ）
- 大狂乱（グリーン医師〈ワイリー・ハーカー〉）
- ダイ・ハード3（マシアス・タルゴ〈ニック・ワイマン〉）※テレビ朝日版
- タッカー（スタン〈ドン・ノヴェロ〉）※日本テレビ版（4Kレストア版DVD、BDに収録）
- 007シリーズ
  - 007 ゴールデンアイ（ビル・タナー〈マイケル・キッチン〉）※テレビ朝日版
  - 007 ワールド・イズ・ノット・イナフ（ビル・タナー〈マイケル・キッチン〉）※テレビ朝日版
  - 007 スカイフォール（ヒュー・エドワーズ）
- ダブル・テイク（ビトー〈フランク・ペス〉）
- 誰にでも秘密がある（ジニョンの夫）
- ダンス・ウィズ・ウルブズ（バウアー軍曹）※ソフト版
- ダンス・ウィズ・ミー（司会者）
- チェーン・リアクション（ドイル捜査官〈ケヴィン・ダン〉）※ソフト版
- 父親たちの星条旗（ヴァンデグリフト）
- チビッ子ギャング台風（フランク・スティルウェル〈スリム・ピケンズ〉）
- チャーリー・シーンのミスター・グッド・アドバイス（ジム・ピアソン〉、ホームレス〈アート・メトラーノ〉）
- チャーリーとチョコレート工場（小売店主）※ソフト版
- 沈黙の断崖（チック・ラーセン）※テレビ朝日版
- ツイスター（エディ〈ザック・グルニエ〉）※日本テレビ版
- 追跡者（ヘンリー連邦保安官〈ジョニー・リー・ダヴェンポート〉、スターン〈マット・デカロ〉）※テレビ朝日版
- ツイ・ハークのゴーストホーム/13日の金曜日の妻たちへ（アラブ人）
- D-TOX（ヘンドリックス〈チャールズ・S・ダットン〉）※ソフト版
- ディープシャーク（イゴール）
- ティーン・ウルフ（用務員〈ロドニー・カゲヤマ〉）
- ティン・カップ（ゲイリー・マッコード）※ソフト版
- デストラクション/制御不能（ドブソン保安官〈ブランドン・スミス〉）※ソフト版
- デスペラード（バーテンダー〈チーチ・マリン〉）※DVD・VHS版、BD版
- デスロック/戦略ガス兵器を追え!（ビリヤード場の海兵2）
- デッド・エンド/特捜記者ブラティガンの挑戦（マーティン・ブリンクマン〈ポール・ギルフォイル〉）
- デッド・オア・アライブ/監獄の街（ハワード〈ポール・ベン＝ヴィクター〉）
- デッド・リミット（ドルトン〈J・パトリック・マコーマック〉）
- デトネーター ※テレビ東京版
- デューン/砂の惑星（ラバン〈ポール・L・スミス〉）※テレビ朝日版
- 天使のくれた時間（エド・レイノルズ、ニック）
- 天と地（ボン、ラリー、ビッグ・マイク）
- 逃亡者（ヘンリー連邦保安官〈ジョニー・リー・ダヴェンポート〉）※テレビ朝日版
- トゥルー・クライム（シラーマン〈マイケル・マッキーン〉）※日本テレビ版
- トスカーナの休日（離婚専門の弁護士〈ジェフリー・タンバー〉）
- どつかれてアンダルシア (仮)（プロデューサー〈アルファンソ・ルッソン〉）
- トップ・シークレット（フォン・ホルスト大佐〈ウォーレン・クラーク〉）
- ドラゴンハート ※日本テレビ版
- ドラゴン/ブルース・リー物語（ジョー・ヘンダーソン）※テレビ朝日版
- トランザム7000VS激突パトカー軍団（ビッグ・イーノス〈パット・マコーミック〉）※ソフト版
- トランザム7000 PART3（ビッグ・イーノス〈パット・マコーミック〉）
- ドルフ・ラングレン in レトログレイド2204（アンドリュー・シュレイダー）
- トレジャーアイランド（ショーン・ウォーカー）
- ナイト・ウォッチ / デイ・ウォッチ（ゲッサー〈ウラジーミル・メニショフ〉）
- ナショナル・セキュリティ（チャーリー〈ティモシー・バスフィールド〉）
- 南極物語（ラヴェット船長、海軍司令官）
- ネイビー・シールズ（ダン大佐）※テレビ朝日版
- ネットフォース（ボー・タイラー〈ザンダー・バークレー〉）※NHK版
- ネバーエンディング・ストーリー3 ※ソフト版
- ネバー・サレンダー 肉弾凶器（ブラウン〈ロバート・コールビー〉）※テレビ東京版
- ノック・オフ ※テレビ東京版
- のるかそるか（マーティ）※VHS版
- バード・インフェルノ 死鳥菌（リード長官〈ステイシー・キーチ〉）
- ハードネス（オズ〈アンドリュー・ダイス・クレイ〉）※ソフト版
- ハートブルー（バンカー・ワイズ）※ソフト版
- ハード・ラッシュ（キャンプ船長〈J・K・シモンズ〉）
- ハーフ・ア・チャンス（ヴァリノ弁護士）
- バイオ・エイリアン/新種誕生（アンソニー・リヴァース〈フィリップ・エイキン〉）
- ハイヒール・エンジェル（農場主〈ヒュー・ボネヴィル〉）
- パイレーツ・オブ・カリビアン/生命の泉（廷吏）
- ハウスゲスト/あんただ〜れ?（ジョーイ・ガスペリーニ）
- バスケットボール・ダイアリーズ（レジー〈アーニー・ハドソン〉）
- バック・トゥ・ザ・フューチャー PART3（ストリックランドの副官〈ドノヴァン・スコット〉）※日本テレビ版
- バッド・ガールズ（クレイボーン大佐、ユマ）※ソフト版
- 薔薇の素顔（アンダーソン刑事〈エリク・ラ・サル〉）※ソフト版
- バレッツ（トニー・ザッキア〈カド・メラッド〉）
- バンク・ジョブ（ガイ・シンガー〈ジェームズ・フォークナー〉）
- 晩秋（マリオ〈ケヴィン・スペイシー〉）※TV版
- ヒート（ボスコ〈テッド・レヴィン〉）※ソフト版
- 美人刑事シルク/ハワイアン・シンジケートを追え!（クリス・メドウズ）※テレビ東京版
- 陽だまりのグラウンド（ダリル・マッキー）
- ビッグ・グリーン/でこぼこイレブン大旋風（クーキー・マスグローブ）
- 必殺マグナム（ケリー）
- ヒドゥン（エディ、囚人〈ダニー・トレホ〉）
- 陽のあたる場所（フランク・マーロウ判事〈レイモンド・バー〉）※ソフト版
- ひみつの番人（ダン〈ポール・キーナン〉）
- ファミリー ※テレビ朝日版
- フィールド・オブ・ドリームス（バック・ウィーヴァー）※日本テレビ版、（エディ・シーコット）※VHS版
- 不法執刀（シリル〈アンドリュー・ティアナン〉）
- フランティック（警察事務員〈リシャール・デュー〉、革ジャンの男〈パトリック・フラールシェン〉）※TBS版
- プリティ・ガール（ベン・モーガン）
- プリティ・リーグ（チャーリー・コリンズ〈ドン・S・デイヴィス〉）※ソフト版
- ブルー・アイス（オズグッド〈アラン・アームストロング〉）
- ブルース・ブラザース2000（マイティ・マック〈ジョン・グッドマン〉）
- フル・コンタクト（サム〈アンソニー・ウォン〉）
- ブレーキ・ダウン（レン・カーバー代理〈キム・ロビラード〉）※日本テレビ版
- フレッチ登場!/5つの顔を持つ男（フランク・ウォーカー〈リチャード・リバティーニ〉）※DVD版
- F.L.E.D./フレッド（リコ・サンティアゴ）
- フレディVSジェイソン（ウィリアムズ保安官〈ゲイリー・チョーク〉）※テレビ東京版
- ブロークバック・マウンテン（牧師）
- ブロードウェイと銃弾（ミッチ・サバイン）
- フロム・ヘル（ピーター・ゴッドレイ巡査部長〈ロビー・コルトレーン〉）※ソフト版
- ペイバック ※テレビ朝日版
- ペギー・スーの結婚
- ベビーシッター・アドベンチャー（グレイドン〈ロン・カナダ〉）
- ヘブンリー・キッド ※テレビ版
- ヘル・キャンプ（スタッフォード〈リチャード・ラウンドトゥリー〉）
- ホーム・アローン3（アール・アンガー〈デヴィッド・ソーントン〉）※ソフト版
- ボーン・アイデンティティー（ジャンカルロ）※ソフト版
- 暴走機関車（パラスキー）※テレビ朝日版
- 僕は、パリに恋をする（ボナヴェントーラ）
- ホット・ショット2（大統領補佐官〈デヴィッド・ウォール〉）※ソフト版
- ホット・チック（スタン〈ロバート・デヴィ〉）
- ボディガード（トニー・シペリ〈マイク・スター〉）※ソフト版
- ボルケーノ（スタン・オルバー〈ジョン・キャロル・リンチ〉）
- ポワゾン（アラン・ジョーダン〈ジャック・トンプソン〉）※ソフト版
- マーメイド・ボーイ 僕って人魚!?（コーチ〈ブライアン・ヘイリー〉）
- マックス・ペイン（B・B・ヘンズリー〈ボー・ブリッジス〉）
- 真夏の夜の夢（スナッグ〈グレゴリー・ジバラ〉）
- マネー・トレイン（ドゥーリー〈エンリコ・コラントーニ〉、ブラウンの護衛）※ソフト版
- マネー・ピット（ブラッド・シャーク〈カーマイン・カリディ〉、ジェームズ〈フランキー・フェイソン〉、カルロス）※ソフト版
- マネキン2（ジェームズ支店長〈スチュアート・パンキン〉）※テレビ朝日版、（ロルフ / 兵士）※VHS版
- マンマ・ミーア!（ビル〈ステラン・スカルスガルド〉）
- マンマ・ミーア! ヒア・ウィー・ゴー（ビル〈ステラン・スカルスガルド〉）
- Mr.エンジェル/神様の賭け（出納係〈ラリー・ミラー〉）
- ミラクル・マスクマン 恋の大変身（タット〈ン・マンタ〉）
- みんな私に恋をする（アル・ルッソ〈ダニー・デヴィート〉）
- 名犬ラッシー（ハインズ〈スティーヴ・ペンバートン〉）
- メジャーリーグ（クルー・ヘイウッド〈ピート・ブコビッチ〉）※ソフト版
- メル・ブルックス/珍説世界史PARTI（モネ伯爵〈ハーヴェイ・コーマン〉、配管のセールスマン〈パット・マコーミック〉）
- メル・ブルックスの大脱走（サム、ナチ将校4、パイロット2、ドイツ兵17、ドイツ兵20）
- メン・イン・ブラック（アルキリア星人〈カレル・ストルイケン〉、警部）※ソフト版
- 野獣教師（ウェルマン〈リチャード・ブルックス〉）※フジテレビ版
- 野獣特捜隊（フー〈パークマン・ウォン〉）
- 山猫は眠らない（兵士）※テレビ東京版
- ユー・ガット・サーブド（ラッド〈スティーヴ・ハーヴェイ〉）
- ユニバーサル・ソルジャーIII（クランシー将軍/GR86）
- 夢駆ける馬ドリーマー（議長）
- 48時間[10] ※テレビ朝日版
- ライフ・アクアティック（ビル・ユーベル〈バッド・コート〉）
- ライフ・イズ・コメディ! ピーター・セラーズの愛し方（スパイク・ミリガン、カジノロワイヤルの監督）
- ラストコンサート（管理人）※DVD版
- ラストサマー（ハンク、保安官）※テレビ朝日版
- ラスト・ホリデイ（ディディエ〈ジェラール・ドパルデュー〉）
- ラッキー・ガール（デイモン・フィリップス）
- ラッシュアワー（ホイットニー〈レックス・リン〉）
- リーサル・ウェポン3（ハーマン・ウォルターズ）※ソフト版
- リード・マイ・リップス（モレル社長）
- リトル・ビッグ・フィールド（マック・マクナリー〈ジョン・アシュトン〉）
- ルームメイト（ヘディのデート相手）※テレビ朝日版
- 霊幻道士5 ベビーキョンシー対空飛ぶドラキュラ!（隊長〈ビリー・ロー〉）
- 霊幻道士7 ラストアクションキョンシー（隊長〈ビリー・ロー〉）
- レインディア・ゲーム（看守）
- レジェンド・オブ・メキシコ/デスペラード（ベリーニ〈チーチ・マリン〉）
- レジェンド/光と闇の伝説（ポックス）
- レッド・バイオリン（アウスラ）
- レリック（マクナリー）
- レンジャーズ 特・殊・部・隊（ケナー〈ビル・ラングルー・モンロー〉）
- ローズ・レッド:ザ・ビギニング（ジャック・フィニー）
- ロード・オブ・イリュージョン（ヴィノヴィック〈ヴィンセント・スキャヴェリ〉）
- ロードキラー（リッター〈ジム・ビーヴァー〉）※ソフト版
- ロード・トリップ パパは誰にも止められない!（マーギャン判事〈アダム・ルフェーヴル〉）
- ロシア・ハウス（ブロック〈マーティン・クルーンズ〉、ザパドヌイ）
- ロボコップ3（クーンツ〈スティーヴン・ルート〉）※テレビ朝日版
- ロマンシング・アドベンチャー/キング・ソロモンの秘宝 ※テレビ朝日版
- ロング・キス・グッドナイト（ミッチ・ヘネシー〈サミュエル・L・ジャクソン〉）※ソフト版
- ワイアット・アープ（バット・マスターソン〈トム・サイズモア〉）※ソフト版
- 私の中のあなた（キャンベル・アレクザンダー〈アレック・ボールドウィン〉）
- 101（ティム・ライアン）※ソフト版
- ワン チャンス（ローランド・ポッツ〈コルム・ミーニイ〉）

#### ドラマ
- アイドゥ・アイドゥ 〜素敵な靴は恋のはじまり（ジアンの父）
- アガサ・クリスティー ミス・マープル シタフォードの謎（スタンリー・カークウッド〈ジェームズ・ウィルビー〉）
- アリー my Love（ヘンリー・ニクソン〈リー・ウィルコフ〉）
- アルフ[10]
- アレクサ&ケイティ（サム〈ジョー・レガルブート〉）
- ER緊急救命室
  - シーズン1 #12（ベナベック〈マイケル・モンクス〉）
  - シーズン2（サイモン〈リチャード・ミンチェンバーグ〉）
  - シーズン3 #14（ケビン〈ダニエル・T・パーカー〉）
  - シーズン4 #8（ゲリー〈ジュール・シルヴェスター〉）
  - シーズン5・8（サム・ブローダー〈レイ・ポーター〉）
  - シーズン7 #19（支配人）
  - シーズン14 #17（父親〈デヴィッド・ボウ〉）
- インディ・ジョーンズ/若き日の大冒険（パットン中尉、ジスカール軍曹）
- WITHOUT A TRACE/FBI 失踪者を追え!（ゲイリー・モスコウィッツ〈リック・ホフマン〉）
- ウルトラマンパワード（ウインディラ）
- X-ファイル ※ソフト版
  - シーズン3 #17（廷吏）、#18（ルートン博士〈トム・マクベス〉）
  - シーズン4 #19（バス運転手）、#20（エディ・ヴァン・ブラント・Sr）
- NCIS: ニューオーリンズ シーズン2 #8（ヒューゴ・ガルザ〈アレックス・フェルナンデス〉）
- NYPDブルー（ジェリー・ダウニー〈ディーン・ノリス〉）
- F.B.EYE!! 相棒犬リーと女性捜査官スーの感動!事件簿 #11から（テッド・ギャレット）
- エレメンタリー2 ホームズ&ワトソン in NY #22（カート・ヨーダー〈マイケル・ガストン〉）
- キッドナップ（ラティマー〈デルロイ・リンドー〉）
- 君はどの星から来たの（チョ・ドゥシク）
- 恐竜家族（アンリ）
- クリミナル・マインド FBI行動分析課
  - シーズン1（モリスン刑事〈ジェイ・アコヴォーン〉）
  - シーズン2（ティモシー・ハリスン）
  - シーズン6（司祭）
  - シーズン9（ジョー・マハフィー巡査部長〈トム・アーウィン〉）
- 刑事ナッシュ・ブリッジス
  - シーズン2 #22「帰ってきた相棒」（チャーリー・ペップ〈ミートローフ〉）
  - シーズン4 #60「殺しのターゲット」（ウェイター、バーシェ・パペジアン）
- コーリー ホワイトハウスでチョー大変!（ビクター・バクスター〈ロンデール・シェリダン〉）
- コールドケース6（ビニー・ブラウン）
- コールドケース7 ザ・ファイナル #17（ペトロヴィッチ）
- ザ・パシフィック（ル・フランソワ大尉）
- ザ・プリテンダー（トミー・ラーソン〈ディーン・ノリス〉）
- 三国志演義（丁奉）
- 三国志 Three Kingdoms（董卓）
- サンフランシスコの空の下 シーズン1 #17
- シャーロック・ホームズの冒険 サセックスの吸血鬼（カーター氏）
- 主任警部モース オックスフォード運河の殺人（ライオンズ検事）
- 新アウターリミッツ（リーバーマン医師〈ケヴィン・マクナルティ〉、ワーナー・オランド）
- スーパーナチュラル（ルーファス・ターナー〈スティーヴン・ウィリアムズ〉）
- スティーヴン・キングのザ・スタンド（ハップ、オーウェン保安官代理）
- 青春の城 コビントン・クロス（農民）
- 先生はあきらめない 〜ロン・クラーク物語〜（ターナー校長〈アーニー・ハドソン〉）
- 孫子兵法（闔閭）
- ダークエンジェル シーズン2 #21（クレメンテ刑事）※ソフト版
- ダークスカイ（マーク・シモンソン〈ラファエル・スバージ〉）
- TOUCH/タッチ（サル）
- チャームド 〜魔女3姉妹〜 シーズン7（キース捜査官〈グレン・モーシャワー〉）
- デスパレートな妻たち7（ディック）
- となりのサインフェルド シーズン5 #6（運転手）
- 覇王伝アッティラ（ルア王〈スティーヴン・バーコフ〉、テオドシウス〈ティム・カリー〉）
- HAWAII FIVE-0（マイルズ・ロジャース）
- 犯罪捜査官 アナ・トラヴィス（ハドソン警部）
- 犯罪捜査官ネイビーファイル シーズン1 #12「正当防衛の条件」（グリズワルド）、#19「宇宙飛行妨害工作」（マイケル・ギャラント）
- ヒューマン・ターゲット（シェリー〈リック・ホフマン〉）
- ふたりは最高!ダーマ&グレッグ シーズン2 #20（ロドニー）
- ふたりは友達? ウィル&グレイス（クレイグ）
- フラッシュポイント -特殊機動隊SRU-（アントン・バローズ）
- フリッパー シーズン1 #16（検疫官〈ニコラス・ハモンド〉）
- フルハウス
  - シーズン2 #6（ブライアン・ウィルソン）
  - シーズン4 #7（ウェイン・ニュートン）
- フロム・ジ・アース/人類、月に立つ（ロバート・ギルルース）
- 冒険野郎マクガイバー シーズン1 #9（マックス）
- ボディ・オブ・プルーフ2 死体の証言（ハーヴェイ・ブレイディ〈ジェイ・O・サンダース〉）
- マードック・ミステリー 〜刑事マードックの捜査ファイル〜（ジェニングス）
- MAD MEN（レーン・プライス〈ジャレッド・ハリス〉）
- マペット放送局（ペン）
- 名探偵ポワロ ※NHK版
  - 「スペイン櫃の秘密」（新聞記者）
  - 「エジプト墳墓のなぞ」（ヘンリー・シュナイダー）
  - 「メソポタミア殺人事件」（メートランド署長）
- 名探偵モンク 盲目の目撃者
- 名探偵モンク4 #15（オリバー・ブルーム）
- メンタリスト（ドン・ヘンダーソン〈ディーン・ノリス〉）
- ヤングライダーズ（ギャンブラー、サッド）
- 愉快なシーバー家 シーズン1 #3（フレッド・マティス）
- 夢みる小犬ウィッシュボーン＃37（クルーラ巡査）
- レイブン 見えちゃってチョー大変!（ビクター・バクスター〈ロンデール・シェリダン〉）
- レディプレジデント〜大物（ミン・ドンポ）
- LAW&ORDER:クリミナル・インテント（マイケル・マクシェール神父）
- ロイヤル・スキャンダル 〜エリザベス女王の苦悩〜（クリストファー・ウォリックのボイスオーバー）
- 私の名前はキム・サムスン（会長）※WOWOW版

#### アニメ
- ザ・シンプソンズ（ハーラン・ダンダリンガー校長〈2代目〉）
- シュレック2
- タンタンの冒険/ユニコーン号の秘密（ネストル）
- バットマン
- ピーター・パン2 ネバーランドの秘密
- ピーターラビットとベンジャミンバニーのおはなし[10]
- ファンタジア2000（ペン&テラー）
- ふしぎな不思議な白雪姫[10]
- リトル・レッド レシピ泥棒は誰だ!?（グリズリー署長）

#### その他
- 文藝春秋 Sports Graphic Number Video Version 世界珍プレードキュメント スポーツあれれ大全（ボクシング評論家 ジム・ジェイコブス、キャスター3）

### 特撮
- 動物戦隊ジュウオウジャー（2016年、シェフードンの声）

### その他コンテンツ
- 舞台 母たちの国へ（2000年11月12日、新国立劇場、方言指導）
- 1991 雲仙・普賢岳 〜避難勧告を継続せよ〜（2011年6月4日、NHKドキュメンタリードラマ）
- かすてぃら（2013年7月 - 8月、NHK・BSプレミアム、長崎ことば指導）
- ちゃんぽん食べたか（2015年5月 - 8月、NHK総合、長崎ことば指導）
- トイ・ストーリー 20周年スペシャル：無限の彼方へ さぁ行くぞ!（2016年3月18日、Dlife、ピクサー・アニメーション・スタジオ社長 ジム・モリス、ウォルト・ディズニー社会長兼最高経営責任者 ボブ・アイガー）
- 眩〜北斎の娘〜（2017年9月18日、NHK総合、長崎ことば指導）
- 全貌 二・二六事件〜最高機密文書で迫る〜（2019年8月15日、NHKスペシャル、伏見宮軍令部総長）
- 大奥 医療編 - （2023年10月、NHK総合、長崎ことば指導）